# Кишинёвка
Кишинёвка — село в Лазовском районе Приморского края, входит в Лазовское сельское поселение.
Население — 160 чел. (2010).

## Географическое положение
Кишинёвка расположена на юге Приморского края, в долине реки Киевка, в 60 км от её устья, на высоте 222 м над уровнем моря. Через посёлок проходит автомобильная трасса Р448 Лазо — Преображение. Расстояние по дороге до райцентра, села Лазо, составляет 14 км, до Владивостока — около 250 км. Ближайшая железнодорожная станция Углекаменск расположена в 50 км к западу.

## История
Село было основано в 1905 году переселенцами из Молдавии, главным образом из Бельц, Сергеева и Кишинёва. В первый год переселилось 12 семей. В 1907 году прибыло ещё несколько семей. Первоначально Кишинёвка располагалось выше по реке на 3-4 км. Но после сильного наводнения 1914 года было перемещено на современное место расположения. В отличие от других сел Лазовского района здесь не было хуторского хозяйства — велось совместное, коллективное освоение таёжных мест.
В 1928-29 годы появилась начальная школа. После коллективизации в начале 30-х годов был образован колхоз «Будёновец». В 1937 году Была открыта библиотека.
Во время Великой Отечественной войны ушли на фронт и не вернулись 38 селян, во многих семьях погибли все мужчины. После войны, в 1946-47 годы село было электрифицировано, появилось радио, был построен фельдшерский пункт. Колхоз стал называться именем КПСС, а затем вошёл в состав совхоза «Маяк».

## Население
| 1915 | 1926 | 2002 | 2005 | 2007 | 2008 | 2010 |
| ---- | ---- | ---- | ---- | ---- | ---- | ---- |
| 471  | ↘407 | ↘218 | ↘202 | ↘193 | ↗200 | ↘160 |

## Достопримечательности
Недалеко от села находится известное и посещаемое туристами место — каскад водопадов высотой до 25 метров, расположенных на Еломовском ключе, известных как Беневские водопады.